# Olympische Sommerspiele 2016/Teilnehmer (Tschechien)
| Gelbes Symbol für Goldmedaillen mit stilisierten Olympischen Ringen | Graues Symbol für Silbermedaillen mit stilisierten Olympischen Ringen | Braundes Symbol für Bronzemedaillen mit stilisierten Olympischen Ringen |
| ------------------------------------------------------------------- | --------------------------------------------------------------------- | ----------------------------------------------------------------------- |
| 1                                                                   | 2                                                                     | 7                                                                       |

Tschechien nahm an den Olympischen Spielen 2016 in Rio de Janeiro teil. Es war die insgesamt sechste Teilnahme an Olympischen Sommerspielen. Das Český olympijský výbor nominierte 105 Athleten in 20 Sportarten.

## Teilnehmer nach Sportarten

### Badminton
| Athleten          | Wettbewerb | Gruppenphase                | Gruppenphase                                 | Gruppenphase | Gruppenphase | Achtelfinale  | Achtelfinale  | Viertelfinale | Viertelfinale | Halbfinale    | Halbfinale    | Finale        | Finale        | Rang          |
| Athleten          | Wettbewerb | Gegner                      | Ergebnis                                     | Punkte       | Rang         | Gegner        | Ergebnis      | Gegner        | Ergebnis      | Gegner        | Ergebnis      | Gegner        | Ergebnis      | Rang          |
| ----------------- | ---------- | --------------------------- | -------------------------------------------- | ------------ | ------------ | ------------- | ------------- | ------------- | ------------- | ------------- | ------------- | ------------- | ------------- | ------------- |
| Frauen            |            |                             |                                              |              |              |               |               |               |               |               |               |               |               |               |
| Kristína Gavnholt | Einzel     | Akane Yamaguchi Tee Jing Yi | 1:2 (22:20, 12:21, 15:21) 0:2 (20:22, 15:21) | 84:105       | 3            | ausgeschieden | ausgeschieden | ausgeschieden | ausgeschieden | ausgeschieden | ausgeschieden | ausgeschieden | ausgeschieden | ausgeschieden |
| Männer            |            |                             |                                              |              |              |               |               |               |               |               |               |               |               |               |
| Petr Koukal       | Einzel     | Rajiv Ouseph Shō Sasaki     | 0:2 (14:21, 18:21) 1:2 (10:21, 21:16, 12:21) | 75:100       | 3            | ausgeschieden | ausgeschieden | ausgeschieden | ausgeschieden | ausgeschieden | ausgeschieden | ausgeschieden | ausgeschieden | ausgeschieden |

### Beachvolleyball
| Athleten                           | Gruppenphase                                                           | Gruppenphase                                                                                    | Gruppenphase | Gruppenphase | Achtelfinale  | Achtelfinale  | Viertelfinale | Viertelfinale | Halbfinale    | Halbfinale    | Finale        | Finale        | Rang          |
| Athleten                           | Gegner                                                                 | Ergebnis                                                                                        | Punkte       | Rang         | Gegner        | Ergebnis      | Gegner        | Ergebnis      | Gegner        | Ergebnis      | Gegner        | Ergebnis      | Rang          |
| ---------------------------------- | ---------------------------------------------------------------------- | ----------------------------------------------------------------------------------------------- | ------------ | ------------ | ------------- | ------------- | ------------- | ------------- | ------------- | ------------- | ------------- | ------------- | ------------- |
| Frauen                             |                                                                        |                                                                                                 |              |              |               |               |               |               |               |               |               |               |               |
| Barbora Hermannová Markéta Sluková | Àgatha / Bárbara Liliana / Baquerizo Gallay / Klug Ukolowa / Birlowa * | 1:2 (21:19, 17:21, 11:15) 0:2 (15:21, 19:21) 2:1 (13:21, 21:19, 15:8) 1:2 (19:21, 21:12, 10:15) | 4            | 3            | ausgeschieden | ausgeschieden | ausgeschieden | ausgeschieden | ausgeschieden | ausgeschieden | ausgeschieden | ausgeschieden | ausgeschieden |

* Playoff-Runde „Lucky Losers“

### Fechten
| Athleten              | Wettbewerb     | 1. Runde        | 1. Runde | 2. Runde               | 2. Runde      | Achtelfinale  | Achtelfinale  | Viertelfinale | Viertelfinale | Halbfinale / Klassifikation | Halbfinale / Klassifikation | Finale / Platzierung | Finale / Platzierung | Rang          |
| Athleten              | Wettbewerb     | Gegner          | Ergebnis | Gegner                 | Ergebnis      | Gegner        | Ergebnis      | Gegner        | Ergebnis      | Gegner                      | Ergebnis                    | Gegner               | Ergebnis             | Rang          |
| --------------------- | -------------- | --------------- | -------- | ---------------------- | ------------- | ------------- | ------------- | ------------- | ------------- | --------------------------- | --------------------------- | -------------------- | -------------------- | ------------- |
| Männer                |                |                 |          |                        |               |               |               |               |               |                             |                             |                      |                      |               |
| Jiří Beran            | Degen Einzel   | Athos Schwantes | 6:8      | ausgeschieden          | ausgeschieden | ausgeschieden | ausgeschieden | ausgeschieden | ausgeschieden | ausgeschieden               | ausgeschieden               | ausgeschieden        | ausgeschieden        | ausgeschieden |
| Alexander Choupenitch | Florett Einzel | Freilos         | Freilos  | Alaaeldin Abouelkassem | 8:15          | ausgeschieden | ausgeschieden | ausgeschieden | ausgeschieden | ausgeschieden               | ausgeschieden               | ausgeschieden        | ausgeschieden        | ausgeschieden |

### Gewichtheben
| Athleten   | Wettbewerb         | Reißen  | Reißen | Stoßen  | Stoßen | Zweikampf | Zweikampf | Rang |
| Athleten   | Wettbewerb         | Gewicht | Rang   | Gewicht | Rang   | Gewicht   | Rang      | Rang |
| ---------- | ------------------ | ------- | ------ | ------- | ------ | --------- | --------- | ---- |
| Männer     |                    |         |        |         |        |           |           |      |
| Jiří Orság | Klasse über 105 kg | 185 kg  | 14     | 240 kg  | 6      | 425 kg    | 8         | 8    |

### Golf
| Athleten       | Runde 1 | Runde 2 | Runde 3 | Runde 4 | Gesamt | Par | Rang |
| -------------- | ------- | ------- | ------- | ------- | ------ | --- | ---- |
| Frauen         |         |         |         |         |        |     |      |
| Klára Spilková | 77      | 73      | 71      | 74      | 295    | +11 | T48  |

### Judo
| Athleten       | Wettbewerb | 1. Runde   | 1. Runde    | 2. Runde                                 | 2. Runde                                 | Viertelfinale                            | Viertelfinale                            | Halbfinale / Trostrunde                  | Halbfinale / Trostrunde                  | Finale / Platz 3                         | Finale / Platz 3                         | Rang                                     |
| Athleten       | Wettbewerb | Gegner     | Ergebnis    | Gegner                                   | Ergebnis                                 | Gegner                                   | Ergebnis                                 | Gegner                                   | Ergebnis                                 | Gegner                                   | Ergebnis                                 | Rang                                     |
| -------------- | ---------- | ---------- | ----------- | ---------------------------------------- | ---------------------------------------- | ---------------------------------------- | ---------------------------------------- | ---------------------------------------- | ---------------------------------------- | ---------------------------------------- | ---------------------------------------- | ---------------------------------------- |
| Männer         |            |            |             |                                          |                                          |                                          |                                          |                                          |                                          |                                          |                                          |                                          |
| Pavel Petříkov | bis 60 kg  | G. Mogopa  | 000s0:110s0 | Naohisa Takato                           | 000s0:100s0                              | ausgeschieden                            | 9                                        |                                          |                                          |                                          |                                          |                                          |
| Jaromír Ježek  | bis 73 kg  | M. Estrada | 002s0:010s2 | ausgeschieden in der Qualifikationsrunde | ausgeschieden in der Qualifikationsrunde | ausgeschieden in der Qualifikationsrunde | ausgeschieden in der Qualifikationsrunde | ausgeschieden in der Qualifikationsrunde | ausgeschieden in der Qualifikationsrunde | ausgeschieden in der Qualifikationsrunde | ausgeschieden in der Qualifikationsrunde | ausgeschieden in der Qualifikationsrunde |
| Lukáš Krpálek  | bis 100 kg | J. Fonseca | 010s0:001s3 | M. Rakow                                 | 000s0:000s2                              | R. Haga                                  | 000s1:000s2                              | C. Maret                                 | 100s0:000s1                              | E. Gasimov                               | 100s0:000s0                              | Gold                                     |

### Kanu

#### Kanurennsport
| Athleten                                          | Wettbewerb | Vorlauf      | Vorlauf | Halbfinale    | Halbfinale    | Finale        | Finale        | Rang          |
| Athleten                                          | Wettbewerb | Zeit         | Rang    | Zeit          | Rang          | Zeit          | Rang          | Rang          |
| ------------------------------------------------- | ---------- | ------------ | ------- | ------------- | ------------- | ------------- | ------------- | ------------- |
| Männer                                            |            |              |         |               |               |               |               |               |
| Filip Šváb                                        | K-1 200 m  | 35,567 s     | 7       | ausgeschieden | ausgeschieden | ausgeschieden | ausgeschieden | ausgeschieden |
| Josef Dostál                                      | K-1 1000 m | 3:35,342 min | 1       | 3:36,384 min  | 4             | 3:32,145 min  | 2             | Silber        |
| Daniel Havel Jan Štěrba                           | K-2 1000 m | 3:53,907 min | 6       | 3:21,569 min  | 4             | 3:25,966 min  | 4             | 12            |
| Josef Dostál Daniel Havel Jan Štěrba Lukáš Trefil | K-4 1000 m | 2:52,027 min | 1       | –             | –             | 3:05,176 min  | 3             | Bronze        |
| Martin Fuksa                                      | C-1 200 m  | 40,311 s     | 3       | 40,311 s      | 4             | 39,760 s      | 1             | 9             |
| Martin Fuksa                                      | C-1 1000 m | 4:01,492 min | 2       | 4:01,793 min  | 1             | 4:03,322 min  | 6             | 6             |
| Filip Dvořák Jaroslav Radoň                       | C-2 1000 m | 3:36,818 min | 4       | 3:42,166 min  | 2             | 3:49,352 min  | 7             | 7             |

#### Kanuslalom
| Athleten                   | Wettbewerb | Vorlauf  | Vorlauf | Halbfinale | Halbfinale | Finale   | Finale | Rang   |
| Athleten                   | Wettbewerb | Zeit     | Rang    | Zeit       | Rang       | Zeit     | Rang   | Rang   |
| -------------------------- | ---------- | -------- | ------- | ---------- | ---------- | -------- | ------ | ------ |
| Frauen                     |            |          |         |            |            |          |        |        |
| Kateřina Kudějová          | K-1        | 102,06 s | 5       | 103,78 s   | 4          | 108,76 s | 10     | 10     |
| Männer                     |            |          |         |            |            |          |        |        |
| Jiří Prskavec              | K-1        | 88,71 s  | 7       | 90,62 s    | 2          | 88,99 s  | 3      | Bronze |
| Vítězslav Gebas            | C-1        | 102,78 s | 14      | 98,77 s    | 5          | 97,57 s  | 4      | 4      |
| Jonáš Kašpar Marek Šindler | C-2        | 103,43 s | 4       | 108,09 s   | 2          | 108,35 s | 8      | 8      |

### Leichtathletik
Laufen und Gehen 
| Athleten              | Wettbewerb   | Runde 1     | Runde 1 | Halbfinale  | Halbfinale | Finale          | Finale          | Rang |
| Athleten              | Wettbewerb   | Zeit        | Rang    | Zeit        | Rang       | Zeit            | Rang            | Rang |
| --------------------- | ------------ | ----------- | ------- | ----------- | ---------- | --------------- | --------------- | ---- |
| Frauen                |              |             |         |             |            |                 |                 |      |
| Eva Vrabcová-Nývltová | Marathon     | –           | –       | –           | –          | 2:33:51 h       | 26              | 26   |
| Anežka Drahotová      | 20 km Gehen  | –           | –       | –           | –          | 1:30:43 h       | 10              | 10   |
| Zuzana Hejnová        | 400 m Hürden | 55,54 s     | 6       | 54,55 s     | 2          | 53,92 s         | 4               | 4    |
| Denisa Rosolová       | 400 m Hürden | 56,36 s     | 22      | 57,39 s     | 24         | ausgeschieden   | ausgeschieden   | 24   |
| Männer                |              |             |         |             |            |                 |                 |      |
| Pavel Maslák          | 400 m        | 45,54 s     | 19      | 45,06 s     | 16         | ausgeschieden   | ausgeschieden   | 16   |
| Jakub Holuša          | 1500 m       | 3:38,31 min | 1       | 3:40,83 min | 17         | ausgeschieden   | ausgeschieden   | 17   |
| Lukáš Gdula           | 50 km Gehen  | –           | –       | –           | –          | disqualifiziert | disqualifiziert | –    |
| Petr Svoboda          | 110 m Hürden | 13,65 s     | 23      | 13,67 s     | 18         | ausgeschieden   | ausgeschieden   | 18   |

 Springen und Werfen 
| Athleten                    | Wettbewerb     | Qualifikation | Qualifikation | Finale        | Finale        | Rang   |
| Athleten                    | Wettbewerb     | Weite/Höhe    | Rang          | Weite/Höhe    | Rang          | Rang   |
| --------------------------- | -------------- | ------------- | ------------- | ------------- | ------------- | ------ |
| Frauen                      |                |               |               |               |               |        |
| Michaela Hrubá              | Hochsprung     | 1,92 m        | 18            | ausgeschieden | ausgeschieden | 18     |
| Romana Maláčová             | Stabhochsprung | 4,30 m        | 24            | ausgeschieden | ausgeschieden | 24     |
| Jiřina Ptáčníková-Svobodová | Stabhochsprung | 4,45 m        | 19            | ausgeschieden | ausgeschieden | 19     |
| Kateřina Šafránková         | Hammerwurf     | 68,33 m       | 17            | ausgeschieden | ausgeschieden | 17     |
| Barbora Špotáková           | Speerwurf      | 64,65 m       | 2             | 64,80 m       | 3             | Bronze |
| Männer                      |                |               |               |               |               |        |
| Jaroslav Bába               | Hochsprung     | 2,26 m        | 12            | 2,20 m        | 14            | 14     |
| Michal Balner               | Stabhochsprung | 5,60 m        | 10            | 5,50 m        | 7             | 7      |
| Jan Kudlička                | Stabhochsprung | 5,70 m        | 7             | 5,75 m        | 4             | 4      |
| Radek Juška                 | Weitsprung     | 7,84 m        | 13            | ausgeschieden | ausgeschieden | 13     |
| Tomáš Staněk                | Kugelstoßen    | 19,76 m       | 20            | ausgeschieden | ausgeschieden | 20     |
| Lukáš Melich                | Hammerwurf     | 73,14 m       | 15            | ausgeschieden | ausgeschieden | 15     |
| Petr Frydrych               | Speerwurf      | 83,60 m       | 5             | 79,12 m       | 12            | 12     |
| Jakub Vadlejch              | Speerwurf      | 83,27 m       | 7             | 82,42 m       | 8             | 8      |
| Vítězslav Veselý            | Speerwurf      | 82,85 m       | 10            | 82,51 m       | 7             | 7      |

 Mehrkampf 
| Athletinnen        | 100 m Hürden | 100 m Hürden | Hochsprung | Hochsprung | Kugelstoßen | Kugelstoßen | 200 m   | 200 m  | Weitsprung | Weitsprung | Speerwurf | Speerwurf | 800 m       | 800 m  | Punkte | Rang |
| Athletinnen        | Zeit         | Punkte       | Höhe       | Punkte     | Weite       | Punkte      | Zeit    | Punkte | Weite      | Punkte     | Weite     | Punkte    | Zeit        | Punkte | Punkte | Rang |
| ------------------ | ------------ | ------------ | ---------- | ---------- | ----------- | ----------- | ------- | ------ | ---------- | ---------- | --------- | --------- | ----------- | ------ | ------ | ---- |
| Siebenkampf Frauen |              |              |            |            |             |             |         |        |            |            |           |           |             |        |        |      |
| Kateřina Cachová   | 13,19 s      | 1096         | 1,77 m     | 941        | 12,38 m     | 686         | 24,32 s | 950    | 5,91 m     | 822        | 37,77 m   | 925       | 2:18,95 min | 838    | 5958   | 24   |
| Eliška Klučinová   | 14,07 s      | 968          | 1,80 m     | 978        | 14,41 m     | 821         | 25,37 s | 853    | 6,08 m     | 874        | 46,73 m   | 797       | 2:22,81 min | 786    | 6077   | 22   |

| Athleten                | 100 m    | 100 m | Weitsprung | Weitsprung | Kugelstoßen | Kugelstoßen | Hochsprung | Hochsprung | 400 m    | 400 m | 110 m Hürden | 110 m Hürden | Diskuswurf | Diskuswurf | Stabhochsprung | Stabhochsprung | Speerwurf | Speerwurf | 1500 m      | 1500 m | Punkte | Rang |
| Athleten                | Zeit (s) | Pkte. | Weite (m)  | Pkte.      | Weite (m)   | Pkte.       | Höhe (m)   | Pkte.      | Zeit (s) | Pkte. | Zeit (s)     | Pkte.        | Weite (m)  | Pkte.      | Höhe (m)       | Pkte.          | Weite (m) | Pkte.     | Zeit (min)  | Pkte.  | Punkte | Rang |
| ----------------------- | -------- | ----- | ---------- | ---------- | ----------- | ----------- | ---------- | ---------- | -------- | ----- | ------------ | ------------ | ---------- | ---------- | -------------- | -------------- | --------- | --------- | ----------- | ------ | ------ | ---- |
| Zehnkampf Männer        |          |       |            |            |             |             |            |            |          |       |              |              |            |            |                |                |           |           |             |        |        |      |
| Adam Sebastian Helcelet | 11,06 s  | 847   | 7,35 m     | 898        | 15,11 m     | 796         | 2,04 m     | 840        | 49,51 s  | 837   | 14,37 s      | 927          | 44,13 m    | 749        | 4,70 m         | 819            | 68,20 m   | 862       | 4:34,41 min | 716    | 8291   | 12   |
| Jiří Sýkora             | 11,15 s  | 827   | 7,00 m     | 814        | 13,45 m     | 695         | 1,98 m     | 785        | 49,88 s  | 820   | 15,02 s      | 847          | 44,49 m    | 756        | ogV            | 0              | 56,99 m   | 693       | DNF         | 0      | 6237   | 25   |

### Moderner Fünfkampf
| Athleten         | Fechten | Fechten | Schwimmen   | Schwimmen | Reiten | Reiten | Combined     | Combined | Punkte | Rang |
| Athleten         | Bilanz  | Punkte  | Zeit        | Punkte    | Zeit   | Punkte | Zeit         | Punkte   | Punkte | Rang |
| ---------------- | ------- | ------- | ----------- | --------- | ------ | ------ | ------------ | -------- | ------ | ---- |
| Frauen           |         |         |             |           |        |        |              |          |        |      |
| Barbora Kodedová | 20:15   | 220     | 2:24,70 min | 266       | 51     | 249    | 13:25,36 min | 495      | 1230   | 25   |
| Männer           |         |         |             |           |        |        |              |          |        |      |
| Jan Kuf          | 19:16   | 215     | 2:05,84 min | 323       | E      | 0      | 12:15,62 min | 565      | 1103   | 36   |
| David Svoboda    | 21:14   | 226     | 2:05,59 min | 324       | 18     | 282    | 11:20,92 min | 620      | 1452   | 9    |

### Radsport

#### Bahn
| Athleten      | Wettbewerb | Qualifikation | Qualifikation | Finals        | Finals        | Rang |
| Athleten      | Wettbewerb | Zeit          | Rang          | Zeit          | Rang          | Rang |
| ------------- | ---------- | ------------- | ------------- | ------------- | ------------- | ---- |
| Männer        |            |               |               |               |               |      |
| Pavel Kelemen | Sprint     | 9,989 s       | 14            | ausgeschieden | ausgeschieden | 17   |
| Pavel Kelemen | Keirin     |               |               | ausgeschieden | ausgeschieden | 21   |

#### Straße
| Athleten      | Wettbewerb       | Zeit          | Rang          |
| ------------- | ---------------- | ------------- | ------------- |
| Männer        |                  |               |               |
| Jan Bárta     | Straßenrennen    | nicht beendet | nicht beendet |
| Leopold König | Straßenrennen    | nicht beendet | nicht beendet |
| Zdeněk Štybar | Straßenrennen    | nicht beendet | nicht beendet |
| Petr Vakoč    | Straßenrennen    | 6:30:05 h     | 58            |
| Jan Bárta     | Einzelzeitfahren | 1:15:56,91 h  | 15            |
| Leopold König | Einzelzeitfahren | 1:15:23,64 h  | 11            |

#### Mountainbike
| Athleten         | Wettbewerb    | Zeit      | Rang   |
| ---------------- | ------------- | --------- | ------ |
| Frauen           |               |           |        |
| Kateřina Nash    | Cross-Country | 1:32:25 h | 5      |
| Männer           |               |           |        |
| Ondřej Cink      | Cross-Country | 1:38:18 h | 14     |
| Jaroslav Kulhavý | Cross-Country | 1:34:18 h | Silber |
| Jan Škarnitzl    | Cross-Country | 1:41:11 h | 22     |

### Ringen
| Athleten          | Wettbewerb       | 1. Runde | 1. Runde | Achtelfinale    | Achtelfinale | Viertelfinale | Viertelfinale | Halbfinale    | Halbfinale    | Hoffnungsrunde Viertelfinale | Hoffnungsrunde Viertelfinale | Hoffnungsrunde Halbfinale | Hoffnungsrunde Halbfinale | Hoffnungsrunde Finale | Hoffnungsrunde Finale | Finale        | Finale        | Rang |
| Athleten          | Wettbewerb       | Gegner   | Ergebnis | Gegner          | Ergebnis     | Gegner        | Ergebnis      | Gegner        | Ergebnis      | Gegner                       | Ergebnis                     | Gegner                    | Ergebnis                  | Gegner                | Ergebnis              | Gegner        | Ergebnis      | Rang |
| ----------------- | ---------------- | -------- | -------- | --------------- | ------------ | ------------- | ------------- | ------------- | ------------- | ---------------------------- | ---------------------------- | ------------------------- | ------------------------- | --------------------- | --------------------- | ------------- | ------------- | ---- |
| Freistil Frauen   |                  |          |          |                 |              |               |               |               |               |                              |                              |                           |                           |                       |                       |               |               |      |
| Adéla Hanzlíčková | Klasse bis 63 kg | Freilos  | Freilos  | Henna Johansson | 0:4          | ausgeschieden | ausgeschieden | ausgeschieden | ausgeschieden | ausgeschieden                | ausgeschieden                | ausgeschieden             | ausgeschieden             | ausgeschieden         | ausgeschieden         | ausgeschieden | ausgeschieden | 20   |

### Rudern
| Athleten                                                 | Wettbewerb                            | Vorlauf     | Vorlauf | Vorlauf       | Hoffnungslauf | Hoffnungslauf | Hoffnungslauf | Viertelfinale | Viertelfinale | Viertelfinale | Halbfinale  | Halbfinale | Halbfinale    | Finale      | Finale | Rang   |
| Athleten                                                 | Wettbewerb                            | Zeit        | Platz   | Qualifikation | Zeit          | Platz         | Qualifikation | Zeit          | Platz         | Qualifikation | Zeit        | Platz      | Qualifikation | Zeit        | Platz  | Rang   |
| -------------------------------------------------------- | ------------------------------------- | ----------- | ------- | ------------- | ------------- | ------------- | ------------- | ------------- | ------------- | ------------- | ----------- | ---------- | ------------- | ----------- | ------ | ------ |
| Frauen                                                   |                                       |             |         |               |               |               |               |               |               |               |             |            |               |             |        |        |
| Miroslava Topinková Knapková                             | Einer                                 | 8:28,90 min | 2       | Viertelfinale | –             | –             | –             | 7:37,04 min   | 2             | Halbfinale    | 7:47,53 min | 4          | B-Finale      | 7:22,86 min | 1      | 7      |
| Lenka Antošová Kristýna Fleissnerová                     | Doppelzweier                          | 7:35,85 min | 4       | Hoffnungslauf | 7:03,68 min   | 3             | Halbfinale    | –             | –             | –             | 7:03,79 min | 6          | B-Finale      | 7:43,77 min | 4      | 10     |
| Männer                                                   |                                       |             |         |               |               |               |               |               |               |               |             |            |               |             |        |        |
| Ondřej Synek                                             | Einer                                 | 7:21,90 min | 1       | Viertelfinale | –             | –             | –             | 6:50,51 min   | 2             | Halbfinale    | 6:58,56 min | 1          | Finale        | 6:44,10 min | 3      | Bronze |
| Jakub Podrazil Lukaš Helešic                             | Zweier ohne Steuermann                | 6:42,71 min | 3       | Halbfinale    | –             | –             | –             | –             | –             | –             | 6:32,85 min | 6          | B-Finale      | 7:00,04 min | 1      | 7      |
| Jiří Kopáč Jan Vetešník Ondřej Vetešník Miroslav Vraštil | Leichtgewichts-Vierer ohne Steuermann | 6:39,95 min | 5       | Hoffnungslauf | 6:04,30 min   | 3             | Halbfinale    | –             | –             | –             | 6:33,43 min | 6          | B-Finale      | 6:43,52 min | 6      | 12     |

### Schießen
| Athleten         | Wettbewerb                               | Qualifikation   | Qualifikation | Halbfinale      | Halbfinale    | Finale          | Finale        | Ringe/ Scheiben | Rang |
| Athleten         | Wettbewerb                               | Ringe/ Scheiben | Rang          | Ringe/ Scheiben | Rang          | Ringe/ Scheiben | Rang          | Ringe/ Scheiben | Rang |
| ---------------- | ---------------------------------------- | --------------- | ------------- | --------------- | ------------- | --------------- | ------------- | --------------- | ---- |
| Frauen           |                                          |                 |               |                 |               |                 |               |                 |      |
| Adéla Bruns      | Luftgewehr 10 Meter                      | 411,8           | 32            | –               | –             | ausgeschieden   | ausgeschieden | 411,8           | 32   |
| Nikola Mazurová  | Luftgewehr 10 Meter                      | 414,4           | 18            | –               | –             | ausgeschieden   | ausgeschieden | 414,4           | 18   |
| Adéla Bruns      | Kleinkaliber Dreistellungskampf 50 Meter | 582             | 8             | –               | –             | 404,3           | 7             | 986,3           | 7    |
| Nikola Mazurová  | Kleinkaliber Dreistellungskampf 50 Meter | 575             | 25            | –               | –             | ausgeschieden   | ausgeschieden | 575             | 25   |
| Libuše Jahodová  | Skeet                                    | 58              | 20            | ausgeschieden   | ausgeschieden | ausgeschieden   | ausgeschieden | 58              | 20   |
| Männer           |                                          |                 |               |                 |               |                 |               |                 |      |
| Filip Nepejchal  | Luftgewehr 10 Meter                      | 619,9           | 35            | –               | –             | ausgeschieden   | ausgeschieden | 619,9           | 35   |
| Filip Nepejchal  | Kleinkaliber Dreistellungskampf 50 Meter | 620,5           | 33            | –               | –             | ausgeschieden   | ausgeschieden | 620,5           | 33   |
| Filip Nepejchal  | Kleinkaliber liegend 50 Meter            | 1169            | 21            | –               | –             | ausgeschieden   | ausgeschieden | 1169            | 21   |
| David Kostelecký | Trap                                     | 118             | 5             | 13              | 3             | 9               | 4             | 140             | 4    |

### Schwimmen
| Athleten                                                             | Wettbewerb          | Vorlauf         | Vorlauf         | Halbfinale    | Halbfinale    | Finale        | Finale        | Rang |
| Athleten                                                             | Wettbewerb          | Zeit            | Rang            | Zeit          | Rang          | Zeit          | Rang          | Rang |
| -------------------------------------------------------------------- | ------------------- | --------------- | --------------- | ------------- | ------------- | ------------- | ------------- | ---- |
| Frauen                                                               |                     |                 |                 |               |               |               |               |      |
| Barbora Seemanová                                                    | 200 m Freistil      | 2:00,26 min     | 31              | ausgeschieden | ausgeschieden | ausgeschieden | ausgeschieden | 31   |
| Martina Moravčíková                                                  | 100 m Brust         | 1:08,50 min     | 25              | ausgeschieden | ausgeschieden | ausgeschieden | ausgeschieden | 25   |
| Martina Moravčíková                                                  | 200 m Brust         | 2:27,51 min     | 18              | ausgeschieden | ausgeschieden | ausgeschieden | ausgeschieden | 18   |
| Lucie Svěcená                                                        | 100 m Schmetterling | 59,45 s         | 27              | ausgeschieden | ausgeschieden | ausgeschieden | ausgeschieden | 27   |
| Simona Baumrtová                                                     | 100 m Rücken        | 1:01,08 min     | 17              | ausgeschieden | ausgeschieden | ausgeschieden | ausgeschieden | 17   |
| Simona Baumrtová                                                     | 200 m Rücken        | 2:13,26 min     | 23              | ausgeschieden | ausgeschieden | ausgeschieden | ausgeschieden | 23   |
| Simona Baumrtová                                                     | 200 m Lagen         | 2:17,21 min     | 36              | ausgeschieden | ausgeschieden | ausgeschieden | ausgeschieden | 36   |
| Barbora Závadová                                                     | 200 m Lagen         | 2:14,45 min     | 21              | ausgeschieden | ausgeschieden | ausgeschieden | ausgeschieden | 21   |
| Barbora Závadová                                                     | 400 m Lagen         | 4:38,53 min     | 14              | –             | –             | ausgeschieden | ausgeschieden | 14   |
| Simona Baumrtová Martina Moravčíková Barbora Seemanová Lucie Svěcená | 4 × 100 m Lagen     | disqualifiziert | disqualifiziert | –             | –             | ausgeschieden | ausgeschieden | –    |
| Jana Pechanová                                                       | 10 km Freiwasser    | –               | –               | –             | –             | 1:59:07,07 h  | 19            | 19   |
| Männer                                                               |                     |                 |                 |               |               |               |               |      |
| Jan Micka                                                            | 400 m Freistil      | 3:49,97 min     | 29              | –             | –             | ausgeschieden | ausgeschieden | 29   |
| Jan Micka                                                            | 1500 m Freistil     | 14:58,69 min    | 12              | –             | –             | ausgeschieden | ausgeschieden | 12   |
| Pavel Janeček                                                        | 400 m Lagen         | 4:22,09 min     | 24              | –             | –             | ausgeschieden | ausgeschieden | 24   |

### Segeln
Fleet Race
| Athleten          | Wettbewerb      | Qualifikation | Qualifikation | Medal Race    | Medal Race    | Punkte | Rang |
| Athleten          | Wettbewerb      | Punkte        | Rang          | Punkte        | Rang          | Punkte | Rang |
| ----------------- | --------------- | ------------- | ------------- | ------------- | ------------- | ------ | ---- |
| Frauen            |                 |               |               |               |               |        |      |
| Veronika Fenclová | Laser Radial    | 113           | 12            | ausgeschieden | ausgeschieden | 113    | 12   |
| Männer            |                 |               |               |               |               |        |      |
| Karel Lavický     | Windsurfen RS:X | 324           | 31            | ausgeschieden | ausgeschieden | 324    | 31   |
| Viktor Teplý      | Laser           | 222           | 28            | ausgeschieden | ausgeschieden | 222    | 28   |

### Synchronschwimmen
| Athletinnen                     | Wettbewerb | Qualifikation     | Qualifikation     | Qualifikation  | Qualifikation  | Qualifikation | Qualifikation | Finale         | Finale         | Finale           | Finale           |
| Athletinnen                     | Wettbewerb | Technische Kür TK | Technische Kür TK | Freie Kür FK-Q | Freie Kür FK-Q | Gesamt        | Gesamt        | Freie Kür FK-F | Freie Kür FK-F | Gesamt TK + FK-F | Gesamt TK + FK-F |
| Athletinnen                     | Wettbewerb | Punkte            | Rang              | Punkte         | Rang           | Punkte        | Rang          | Punkte         | Rang           | Punkte           | Rang             |
| ------------------------------- | ---------- | ----------------- | ----------------- | -------------- | -------------- | ------------- | ------------- | -------------- | -------------- | ---------------- | ---------------- |
| Frauen                          |            |                   |                   |                |                |               |               |                |                |                  |                  |
| Soňa Bernardová Alžběta Dufková | Duett      | 80,0640           | 18                | 80,5333        | 18             | 160,5973      | 18            | ausgeschieden  | ausgeschieden  | ausgeschieden    | ausgeschieden    |

### Tennis
| Frauen                           |        |                                    |                |                    |               |                                     |                |                                     |               |                                    |                |                                  |               |               |               |
| Petra Kvitová                    | Einzel | Tímea Babos                        | 6:1, 6:2       | Caroline Wozniacki | 6:2, 6:4      | Jekaterina Makarowa                 | 4:6, 6:4, 6:4  | Elina Switolina                     | 6:2, 6:0      | Mónica Puig                        | 4:6, 6:1, 3:6  | Madison Keys                     | 7:5, 2:6, 6:2 |               |               |
| Lucie Šafářová                   | Einzel | Karin Knapp                        | 4:6, 6:1, 6:1  | Kirsten Flipkens   | 2:6, Aufgabe  | ausgeschieden                       | ausgeschieden  | ausgeschieden                       | ausgeschieden | ausgeschieden                      | ausgeschieden  | ausgeschieden                    | ausgeschieden |               |               |
| Barbora Strýcová                 | Einzel | Yanina Wickmayer                   | 7:66, 6:1      | Sara Errani        | 2:6, 2:6      | ausgeschieden                       | ausgeschieden  | ausgeschieden                       | ausgeschieden | ausgeschieden                      | ausgeschieden  | ausgeschieden                    | ausgeschieden |               |               |
| Lucie Hradecká                   | Einzel | Caroline Wozniacki                 | 2:6, 2:6       | ausgeschieden      | ausgeschieden | ausgeschieden                       | ausgeschieden  | ausgeschieden                       | ausgeschieden | ausgeschieden                      | ausgeschieden  | ausgeschieden                    | ausgeschieden |               |               |
| Andrea Hlaváčková Lucie Hradecká | Doppel | Olha Sawtschuk Elina Switolina     | 7:61, 1:6, 6:4 | –                  | –             | Peng Shuai Zhang Shuai              | 6:4, 6:4       | Darja Kassatkina Swetlana Kusnezowa | 6:1, 4:6, 7:5 | Timea Bacsinszky Martina Hingis    | 7:5, 6:73, 2:6 | Lucie Šafářová Barbora Strýcová  | 5:7, 1:6      |               |               |
| Lucie Šafářová Barbora Strýcová  | Doppel | Serena Williams Venus Williams     | 6:3, 6:4       | –                  | –             | Eugenie Bouchard Gabriela Dabrowski | 6:74, 6:2, 6:4 | Sara Errani Roberta Vinci           | 4:6, 6:4, 6:4 | Jekaterina Makarowa Jelena Wesnina | 6:77, 4:6      | Andrea Hlaváčková Lucie Hradecká | 7:5, 6:1      |               |               |
| Männer                           |        |                                    |                |                    |               |                                     |                |                                     |               |                                    |                |                                  |               |               |               |
| Lukáš Rosol                      | Einzel | Benoît Paire                       | 6:3, 3:6, 4:6  | ausgeschieden      | ausgeschieden | ausgeschieden                       | ausgeschieden  | ausgeschieden                       | ausgeschieden | ausgeschieden                      | ausgeschieden  | ausgeschieden                    | ausgeschieden |               |               |
| Lukáš Rosol Radek Štěpánek       | Doppel | Roberto Bautista Agut David Ferrer | 1:6, 4:6       | –                  | –             | ausgeschieden                       | ausgeschieden  | ausgeschieden                       | ausgeschieden | ausgeschieden                      | ausgeschieden  | ausgeschieden                    | ausgeschieden | ausgeschieden | ausgeschieden |
| Mixed                            |        |                                    |                |                    |               |                                     |                |                                     |               |                                    |                |                                  |               |               |               |
| Lucie Hradecká Radek Štěpánek    | Doppel | –                                  | –              | –                  | –             | Garbiñe Muguruza Rafael Nadal       | kampflos       | Irina-Camelia Begu Horia Tecău      | 6:4, 7:5      | Bethanie Mattek-Sands Jack Sock    | 4:6, 6:73      | Sania Mirza Rohan Bopanna        | 6:1, 7:5      |               |               |

### Tischtennis
| Athleten           | Wettbewerb | 1. Runde       | 1. Runde | 2. Runde        | 2. Runde      | 3. Runde      | 3. Runde      | 4. Runde      | 4. Runde      | Viertelfinale | Viertelfinale | Halbfinale    | Halbfinale    | Finale        | Finale        | Rang          |
| Athleten           | Wettbewerb | Gegner         | Ergebnis | Gegner          | Ergebnis      | Gegner        | Ergebnis      | Gegner        | Ergebnis      | Gegner        | Ergebnis      | Gegner        | Ergebnis      | Gegner        | Ergebnis      | Rang          |
| ------------------ | ---------- | -------------- | -------- | --------------- | ------------- | ------------- | ------------- | ------------- | ------------- | ------------- | ------------- | ------------- | ------------- | ------------- | ------------- | ------------- |
| Frauen             |            |                |          |                 |               |               |               |               |               |               |               |               |               |               |               |               |
| Hana Matelová      | Einzel     | Zhang Mo       | 3:4      | ausgeschieden   | ausgeschieden | ausgeschieden | ausgeschieden | ausgeschieden | ausgeschieden | ausgeschieden | ausgeschieden | ausgeschieden | ausgeschieden | ausgeschieden | ausgeschieden | ausgeschieden |
| Iveta Vacenovská   | Einzel     | Lady Ruano     | 4:0      | Tetjana Bilenko | 0:4           | ausgeschieden | ausgeschieden | ausgeschieden | ausgeschieden | ausgeschieden | ausgeschieden | ausgeschieden | ausgeschieden | ausgeschieden | ausgeschieden | ausgeschieden |
| Männer             |            |                |          |                 |               |               |               |               |               |               |               |               |               |               |               |               |
| Lubomír Jančařík   | Einzel     | Zohid Kenjayev | 2:4      | ausgeschieden   | ausgeschieden | ausgeschieden | ausgeschieden | ausgeschieden | ausgeschieden | ausgeschieden | ausgeschieden | ausgeschieden | ausgeschieden | ausgeschieden | ausgeschieden | ausgeschieden |
| Dimitrij Prokopcov | Einzel     | Segun Toriola  | 2:4      | ausgeschieden   | ausgeschieden | ausgeschieden | ausgeschieden | ausgeschieden | ausgeschieden | ausgeschieden | ausgeschieden | ausgeschieden | ausgeschieden | ausgeschieden | ausgeschieden | ausgeschieden |

### Triathlon
| Athleten         | Wettbewerb | Zeit      | Rang |
| ---------------- | ---------- | --------- | ---- |
| Frauen           |            |           |      |
| Vendula Frintová | Einzel     | 2:01:49 h | 27   |

### Turnen

#### Gerätturnen
| Athleten     | Wettbewerb       | Qualifikation | Qualifikation | Finale        | Finale        | Rang |
| Athleten     | Wettbewerb       | Punkte        | Rang          | Punkte        | Rang          | Rang |
| ------------ | ---------------- | ------------- | ------------- | ------------- | ------------- | ---- |
| Männer       |                  |               |               |               |               |      |
| David Jessen | Mehrkampf Einzel | 79,681        | 47            | ausgeschieden | ausgeschieden | 47   |